# Investigação sobre o Entendimento Humano
Uma Investigação sobre o Entendimento Humano (em inglês, An Enquiry concerning Human Understanding) é o livro de epistemologia do filósofo escocês David Hume publicado em 1748.
A obra aparece ainda no segundo volume de suas obras filosóficas quase completas (pois excluíam textos póstumos e anônimos), o Essays and Treatises on Several Objects. Aí acrescentara uma introdução onde explica a relação com a outra obra sua, o Tratado da Natureza Humana, de publicação anônima. Segundo Hume,
A maioria dos princípios e raciocínios contidos neste livro foi publicada numa obra em três volumes, chamada Tratado da Natureza Humana: uma obra que o autor projetou antes de deixar a faculdade e que ele publicou não muito depois. Mas, não a achando exitosa, tomou consciência do seu erro de colocá-la na prensa cedo demais e rearranjou-a toda de novo nas seguintes peças, onde algumas negligências no antigo raciocínio, e mais ainda na expressão, estão — espera ele — corrigidas.
O assunto do Tratado era abrangente: o Livro I continha a epistemologia humana, célebre pela crítica à causalidade. A Investigação sobre o Entendimento Humano herda boa parte do conteúdo do Livro I, excluindo-se as discussões acerca da identidade, do tempo e do espaço, mas incluindo-se querelas teológicas acerca da crença em milagres, estado futuro (isto é, após a morte) e providência.